# Светлицкий, Дмитрий Соломонович

## Биография
Дмитрий Соломонович Светлицкий родился 28 февраля 1946 года в г. Алма-Ата (Казахстан). Учился в школе — N 33 им. М.В Ломоносова. Окончил в 1968 году Казахский государственный институт физической культуры (Каз. ИФК). Кафедра факультета единоборств, на которой обучался Д. С. Светлицкий, тогда называлась кафедрой борьбы, бокса, тяжёлой атлетики и фехтования. В 1963−1974 годах руководил кафедрой Пётр Матущак (1927—2010). Во время учебы в институте Светлицкий тренировался у Вадима Александровича Псарева,который воспитал плеяду олимпийцев — В. Бакулина, В. Резанцева, А. Назаренко, Ж. Ушкемпирова.  (В 80-90 годах В. А. Псарев курировал и помогал стать Чемпионами и призерами СССР, Европы, Мира и Олимпийских Игр таким спортсменам, как А. Быков, Ш. Сериков, К. Дюшембиев , Б. Дециев, В. Гартман, И. Росторотцкий, Д. Турлыханов).
По окончании Каз. ИФК Дмитрий Соломонович начал работать тренером по классической (греко-римской) борьбе в спортивном обществе Спартак Каз. ССР. Первые результаты Д. С. Светлицкого- первые мастера спорта СССР. Павел Назаренко (второй призер чемпионата ЦС Динамо, 1971 г., чемпион Каз. ССР, 1977 г., Мастер спорта СССР с 1971 г.); Игорь Лавров (1 место ЦС Спартак, 1972 г., чемпион Каз. ССР); Юрий Иванов (призер первенства СССР — 3 место, чемпион ЦС Спартак, чемпион Каз. ССР). В начале 70-х годов в Алма-Ате открыли новую спортивную детско-юношескую школу «Динамо» Олимпийского резерва по классической борьбе. Дмитрий Соломонович перешёл работать в эту школу. Ему поручили подготовить юношескую сборную Казахстана для выступления на ХIII Всесоюзной спартакиаде школьников (Алма-Ата, 1974). Команда Казахстана по классической(греко-римской)борьбе тогда впервые заняла 2 место, уступив только сборной РСФСР. На спартакиаде удачно выступили: Василий Чертыковцев — 3 место (тренер Светлицкий Д), Игорь Шин — 4 место (тренер Светлицкий Д.), Шамиль Сериков — 1 место (тренеры Алдабергенов А. и Жарков А.), Раззаренко — 1 место (тренер Жарков А.) Впоследствии Игорь Шин стал чемпионом Молодежных игр Каз. ССР, чемпионом Всесоюзного турнира имени 28 героев — панфиловцев, чемпионом КазССР, 1977 г. В 80-е годы Дмитрий Соломонович подготовил мастеров спорта СССР: Нурбека Танатарова, Нуржана Танатарова, Владимира Середина, выполнившего норматив Мастера спорта СССР на Международном турнире памяти Героя Советского Союза С. Баймагамбетова.
Многие ученики Д. С. Светлицкого стали тренерами — И. Р. Шин, Н. Г. Рыжиков, А. И. Подгорный, В. Г. Середин работали в Школе Олимпийского Резерва «Динамо». П. И. Назаренко в Спортивном клубе Советской Армии.
Ученик Дмития Соломоновича, В. Г. Середин удостоен звания Заслуженный тренер Республики Казахстан.
В 1991 году Д. С. Светлицкий по приглашению, поехал в США для работы с командой борцов штата Нью-Джерси. Он успешно участвовал в подготовке команды штата, которая в 1993, а затем и1995 году стала 3 м призером первенства США по борьбе. Он и сейчас продолжает тренерскую работу. В 2024 году один из его воспитанников стал чемпионом первенства США.
Заслуженный тренер Казахской ССР по классической борьбе.